# L'home lleopard
 L'home lleopard  (original: The Leopard Man) és una pel·lícula estatunidenca dirigida per Jacques Tourneur, estrenada el 1943 i doblada al català.

## Argument
Un lleopard s'escapa en un número de cabaret. Mentre que la policia el recerca, una jove és trobada morta, versemblantment atacada per l'animal. Les recerques prossegueixen, i altres atacs sobrevenen. Contràriament als investigadors, Jerry Manning pensa que l'animal no és responsable, i que un desequilibrat aprofita l'ocasió per cometre crims.

## Antecedents
L'Home Lleopard és un dels pioners del gènere, el "primer retrat realista d'una assassina en sèrie en el cinema americà." Si avui dia els productes en el mercat que retraten aquests personatges són nombrosos, en el moment que el gènere es trobava encara en la seva infància, abans de la pel·lícula de Tourneur s'havia fet només  M, un assassí entre nosaltres de Fritz Lang el 1930 i Ombra d'un dubte d'Alfred Hitchcock el 1943. Més enllà d'això, també compta amb el rècord de ser potser la primera pel·lícula que combina el negre i el terror, creant atmosferes i estils en ús encara en el cinema modern, és també un dels avantpassats dels slasher, els elements clau del qual (personatges sempre en alerta, assassins d'identitat oculta, boniques joves, morts violentes) són presents.
La novel·la Black Alibi no havia rebut una atenció especial, tot i que representa el pinacle de la carrera de Wollrich, els escrits del qual han estat subestimada. En aquest sentit, el productor de la pel·lícula Val Lewton va explicar una anècdota irònica:
| « | Algú ha dit que [els autors] havien escrit novel·les horribles, han confós la paraula "horrible" per "terror" i em van donar la feina | » |
| — Someone told them I had written horrible novels, they mistook the word ‘horrible’ for ‘horror’ and I got the job. | |   |

En el moment de la distribució als Estats Units es van donar durant alguns anys els anomenats "pànic de crims sexuals", que implicaran la veïna Canadà, uns anys més tard. Era una època en què la urbanització de les grans ciutats també va donar lloc al deteriorament dels seus barris. Aquí es troben els primers indicis dels delictes de caràcter sexual, especialment cap a les dones soles, les prostitutes. L'augment dels casos va coincidir amb el ressorgiment de la violència contra les víctimes, creant una por "publicitada" pels mitjans de comunicació, contribuint al pànic general.
D'aquesta manera, el material portat a la pantalla gran de L'home Lleopard vol ser un missatge a l'audiència, explicant que l'enemic podia ser qualsevol, com persones normals i no l'estereotipada del violador solitari que actua als carrers de nit, sinó un "noi del costat". L'elecció deliberada de no investigar la psicologia de l'assassí, que declara al final de la pel·lícula que actuar per impuls, sense un motiu real, la pel·lícula s'insereix en l'àmbit històric i social i de l'època de l'estrena, sense pressuposicions addicionals.

## Repartiment
- Dennis O'Keefe: Jerry Manning
- Margo: Clo-Clo
- Jean Brooks: Kiki Walker
- Isabel Jewell: Maria
- James Bell: Doctor Galbraith
- Margaret Landry: Teresa Delgado
- Abner Biberman: Charlie How-Come
- Ben Bard: Roblos

## Crítica
Els modestos pressupostos destinats a les produccions de Val Lewton eren condicionants perquè la imaginació d'aquest productor i el talent de Jacques Tourneur es posessin en marxa ideant solucions expressives que tapessin els forats de la insuficiència. Els resultats solien ser tan sorprenents com estimulants.